# Dennis Dowidat
Dennis Dowidat (* 10. Januar 1990 in Düsseldorf) ist ein deutscher Fußballspieler.

## Karriere
Dowidat spielte zunächst für TuRU Düsseldorf und Fortuna Düsseldorf. 2004 wechselte er zu Borussia Mönchengladbach. Bis 2009 spielte er in den Jugendmannschaften, ab 2009 in der zweiten Mannschaft. Insgesamt bestritt Dowidat für Borussia Mönchengladbach II 71 Spiele in der Regionalliga West und schoss 16 Tore. Im Sommer 2012 wechselte er zu Preußen Münster in die 3. Liga. In Münster hatte er keinen Stammplatz. Im Januar 2013 löste er seinen Vertrag bei den Preußen auf und wechselte zurück zu Borussia Mönchengladbach II.
Zur Saison 2013/14 ging Dowidat zu Alemannia Aachen. Er spielte vier Spielzeiten in der Regionalliga West für die Alemannia, absolvierte 93 Spiele und erzielte 15 Treffer. In seiner letzten Spielzeit bei der Alemannia, der Saison 2016/17, erlitt er mehrere Verletzungen. Unter anderem zog er sich einen Leistenbruch zu und fiel in dieser Spielzeit mehr als 130 Tage aus.
Im Sommer 2017 wechselt Dowidat innerhalb der Regionalliga West zum Wuppertaler SV. Nach einem Jahr verließ er den Verein wieder und wechselte in die Oberliga Niederrhein zum TSV Meerbusch.
Dowidat durchlief auch die Juniorennationalmannschaften des DFB. Mit der deutschen U-17-Auswahl nahm er an der EM 2007 in Belgien teil und qualifizierte sich mit ihr für die U-17-Weltmeisterschaft. Dort erreichte er mit dem Team um Toni Kroos und Kevin Trapp den dritten Platz, Dowidat kam in sechs WM-Spielen zum Einsatz und erzielte drei Tore.